# Ллогара
Національний парк Ллогара — один з національних парків Албанії, розташований на південному заході країни, в гірському районі на узбережжі Адріатичного моря. Межує на північному заході з національним морським парком «Карабурун-Сазан».
Парк створено 1966 року, він займає площу 10,1 км².

## Географія
Парк розташований у основи півострова Карабурун, поблизу важливого перевалу Ллогара (1027 м над р. м.) — єдиного гірського проходу між узбережжям Адріатичного та Іонічного морів, що використовувався з античності. Відстань до міста Вльори — близько 40 км.
Територія парку знаходиться на висотах між 470  та 2018 м над рівнем моря.

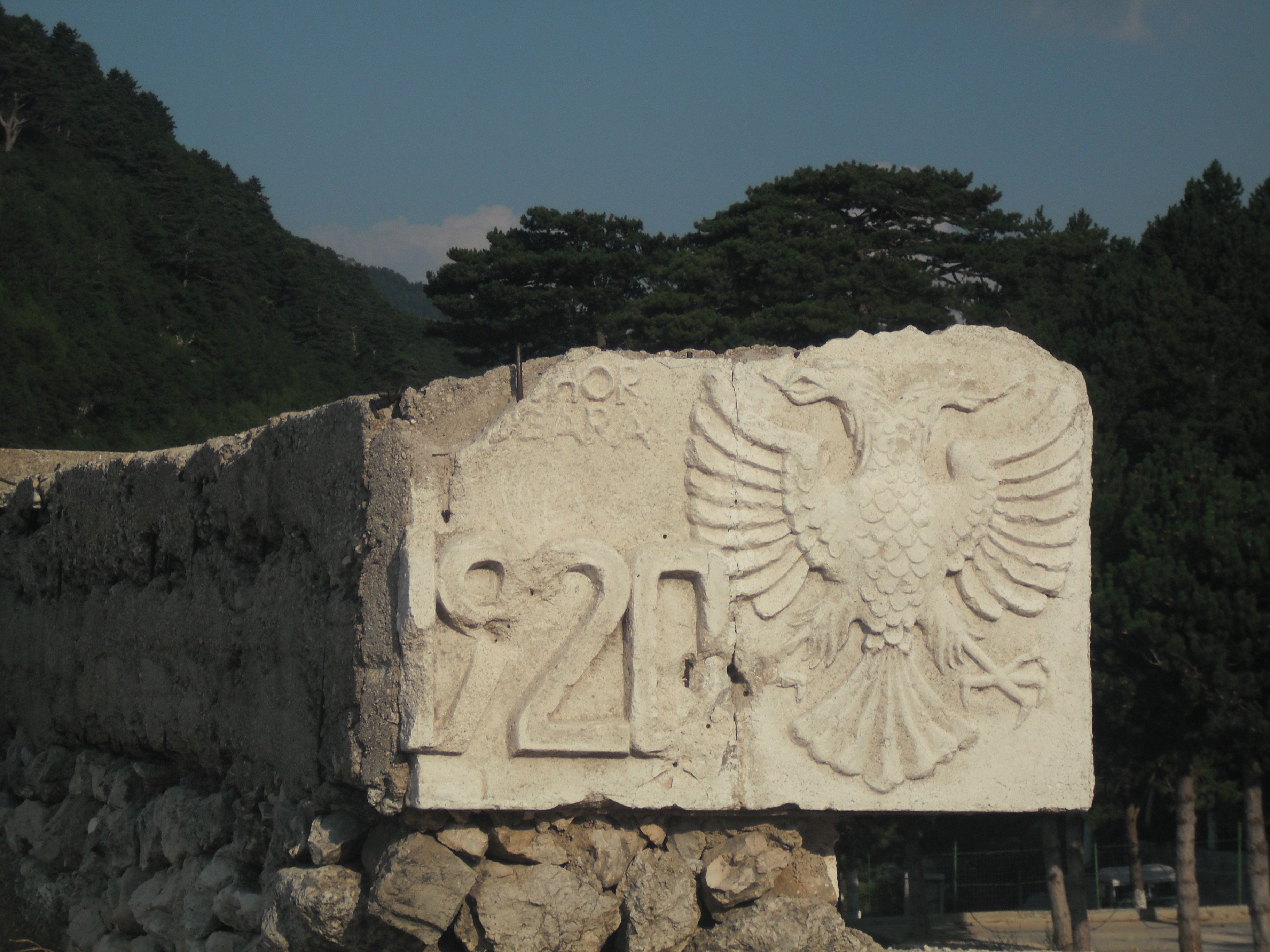
Пам'ятний знак на перевалі Ллогара

Гори парку складають масив алб. Rrëza e Kanalit (укр. корені каналу), перевал Ллогара та схили гори Чика. Скелі складені переважно флішами. Зона являє собою складку між карбонатною мезозойською формацією Сазані на північному сході та теригенною палеоген-неогеновою формацією Йоніка на південному заході.

## Біорізноманіття
У парку чимало ссавців: кабани, шакали, олені, дикі коти, лиси, вовки, кролики. Серед птахів — кеклик європейський, слуква, канюк звичайний.
Хвойні дерева представлені соснами (переважно чорною та боснійською), ялицею грецькою, ялицею македонською, тисом. На перевалі Ллогара зростає 13-метрова столітня «прапорна сосна», вигнута вітрами у формі прапора. Серед листяних порід: Acer obtusatum, Colutea arborescens, дерен-свидина, скумпія звичайна, ясен білоцвітий, Ostrya carpinifolia, падуб звичайний, також дуби. У підліску наявний самшит, Euphorbia amygdaloides, стокротки лісові, Aremonia agrimonoides, переліска багаторічна, настінниця лікарська. На чорній сосні трапляється напівпаразит омела звичайна. До рідкісних видів парку також належать Hypericum haplophyloides, Leucojum valentinum vlorense, тис ягідний, гіркокаштан звичайний, Quercus ithaburensis macrolepsis, Sternbergia lutea, види роду шафран. На вологих скелях поблизу перевалу напровесні з'являється колонія комахоїдної рослини Pinguicula balcanica.
Вздовж струмків зростають платан східний, верба біла, Salix eleagnos, вільха клейка, жостір скельний, ломиніс виткий, дикий виноград, плющ звичайний. Вкрай рідко в парку трапляється бук. На нехарактерній для себе висоті вище 950 м над р. м. зростає дуб кермесовий
Перевал Ллогара є геоботанічним водорозділом між центральноєвропейською флорою на півночі та типово середземноморською на півдні. Південно-західна частина перевалу майже позбавлена рослинності через крутизну схилів.

## Культурна спадщина та туризм

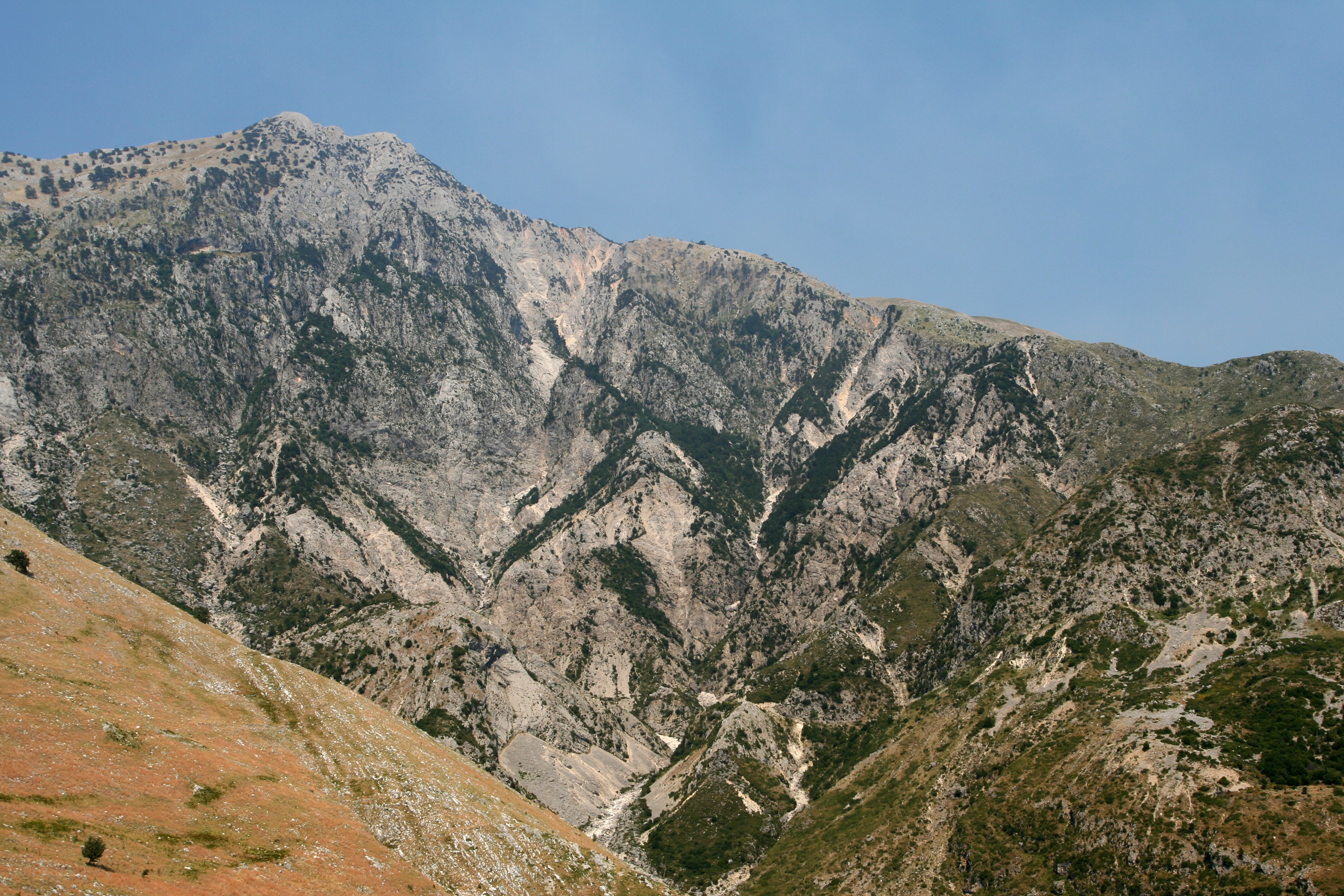
Панорама гори Чика з перевалу Ллогара

У 48 році Юлій Цезар висадився поблизу села Паласе та піднявся від нього до Ллогарського перевалу.
Національний парк є одним з найбільш легкодоступних місць для піших прогулянок у регіоні. Висоти парку дозволяють оглядати гори Блискавку (алб. Malet e Vetëtimës) та Чику, а також панораму Албанської рив'єри. На початку 1990-х місцева мафія використовувала парк для відпочинку та полювання, для цього були збудовані дерев'яні будиночки, зруйновані до кінця 1990-х.
Парк «Ллогара» має велику наукову цінність, гарний стан екосистем.
Придорожні ресторани вздовж паркової дороги пропонують вибір традиційної албанської їжі, серед яких харапаш та ревані.

## Охорона
Загрозою для парку є пожежі, які спричиняють пастухи, підпалюючи суху траву в сподіванні поліпшити якість пасовищ. Території також загрожує ерозія в дощовий період.